# Rúben Micael
Micael, właśc. Rúben Micael Freitas Ressureição (wym. [ˈʁubẽ miˈkaɛɫ]; ur. 19 sierpnia 1986 w Câmara de Lobos) – portugalski piłkarz grający na pozycji ofensywnego pomocnika. Obecnie jest piłkarzem klubu Atlético Madryt.

## Kariera klubowa
Micael urodził się na Maderze. Karierę piłkarską rozpoczął w klubie Estreito, a w 1997 roku podjął treningi w União Madeira. W 2004 roku awansował do dorosłej drużyny União i wtedy też zadebiutował w drugiej lidze portugalskiej. W 2005 roku spadł z União do trzeciej ligi, a w klubie tym grał do lata 2008. W tamtym roku odszedł do innego klubu z Madery, CD Nacional. W pierwszej lidze portugalskiej zadebiutował 24 sierpnia 2008 w wygranym 3:1 wyjazdowym meczu z Leixões. Z kolei 11 stycznia 2009 strzelił swojego pierwszego gola w Primeira Liga, w meczu z Paços de Ferreira (3:2). W 2009 roku zajął z Nacionalem 4. miejsce w lidze, najwyższe w historii klubu.
Na początku 2010 roku Micael odszedł z Nacionalu do FC Porto za 3 miliony euro. W zespole Porto zadebiutował 30 stycznia 2010 w wygranym 4:0 wyjazdowym meczu ze swoim poprzednim klubem, Nacionalem. W 2010 roku zdobył z Porto Puchar Portugalii i Superpuchar Portugalii, a w 2011 roku wywalczył mistrzostwo kraju.
W 2011 roku Micael został zawodnikiem Atlético Madryt i zaraz po transferze do madryckiego klubu został wypożyczony do Realu Saragossa, w którym w sezonie 2011/2012 rozegrał 33 mecze. Latem 2012 wypożyczono go do SC Braga.
| Sezon   | Klub           | Kraj       | Rozgrywki        | Mecze | Bramki |
| ------- | -------------- | ---------- | ---------------- | ----- | ------ |
| 2003/04 | União Madeira  | Portugalia | Liga de Honra    | 6     | 0      |
| 2004/05 | União Madeira  | Portugalia | III. liga        | 22    | 0      |
| 2005/06 | União Madeira  | Portugalia | III. liga        | 4     | 0      |
| 2006/07 | União Madeira  | Portugalia | III. liga        | 25    | 0      |
| 2007/08 | União Madeira  | Portugalia | III. liga        | 36    | 5      |
| 2008/09 | CD Nacional    | Portugalia | Primeira Liga    | 26    | 4      |
| 2009/10 | CD Nacional    | Portugalia | Primeira Liga    | 16    | 2      |
| 2009/10 | FC Porto       | Portugalia | Primeira Liga    | 10    | 0      |
| 2010/11 | FC Porto       | Portugalia | Primeira Liga    | 19    | 0      |
| 2011/12 | FC Porto       | Portugalia | Primeira Liga    | 1     | 0      |
| 2011/12 | Real Saragossa | Hiszpania  | Primera División | 33    | 0      |
| 2012/13 | SC Braga       | Portugalia | Primeira Liga    | 18    | 4      |

## Kariera reprezentacyjna
W 2009 roku Micael rozegrał jedno spotkanie w reprezentacji Portugalii U-21. W dorosłej reprezentacji zadebiutował 29 marca 2011 w wygranym 2:0 towarzyskim meczu z Finlandią, w którym zdobył 2 gole.